# 非國家主體
非國家主體（英語：non-state actor，簡稱NSA），或非國家行為體，是指具有重大政治影響力，但獨立於政府、不受政府直接指揮或資助的組織或個人。非國家行為體的動機、組織和影響力差異很大，涵蓋包括企業、媒體、商業巨頭、解放運動、壓力團體、宗教團體、援助組織，甚至包括準軍事部隊等暴力非國家行為者。

## 類型
以下出了一些常見和有影響力的非國家主體類別：
- 商業巨頭是指掌握大量財富的個人，通常試圖影響國家和國際事務。例如華倫·巴菲特和伊隆·馬斯克。

- 公司，包括跨國公司（Multinational corporations, MNCs），是經授權可以單獨行動（在法律上作為個體）並在法律上被承認的公司。它們包括在跨國範圍內運營的非常大的企業，如可口可樂公司、麥當勞、通用汽車、阿迪達斯、華為、雷諾、三星、雀巢和豐田。

- 去中心化自治組織（Decentralized autonomous organizations, DAO），有時稱為分散自治公司（Decentralized autonomous corporations, DACs），根據編碼為計算機程序的規則運作，稱為智慧契約。 [2]:229加密貨幣比特幣就是一個增長至具有經濟影響力的例子。

- 國際媒體機構，通常也是公司，報導世界各國的社會和政治情況，因此可能在非國家主體方面具有很高的影響力。此類機構的例子包括法新社、艾菲社、路透社、美聯社、俄羅斯新聞社和新華社。

- 非政府組織（Non-governmental organizations, NGOs），包括國際非政府組織（Non-governmental organizations, INGOs），通常是尋求在人道、教育、生態、醫療、公共政策、社會、人權、環保等領域實現變革的非營利組織。非政府組織的例子包括綠色和平、國際紅十字會和紅新月會運動、國際特赦組織、人權觀察和世界自然基金會。涉及國際非政府組織國外使命的親善大使或人道援助工作者也可能被視為非國家主體。

- 人民運動是指大規模運動，隨著規模和持久性的增長而變得具有影響力。例如2011年阿拉伯之春期間出現的人民運動。

- 宗教團體通常參與國際政治事務。例如，貴格會作為一個歷史性和平教會，在聯合國設有辦事處。[3][4]另一個例子是塔利班，既是宗教團體，也是暴力非國家主體。

- 跨國離散社區是指通常尋求對其【「原籍或所在國家」的「社會或政治」】進行變革的「種族或國家社區」。此可以以色列離散社區為著例。

- 未註冊協會、秘密社團和國家或政府不知道或不承認的市民組織，可能被視為非國家主體。

- 無代表國家和民族組織包括許多土著民族和第四世界社會。

- 暴力非國家主體（Violent non-state actors, VNSA）是武裝團體，包括ISIS等團體或犯罪組織，或例如販毒集團（drug cartels）。

- 如果世界公民積極參與超出其本國的運動或社會事業，則可能被視為非國家主體。

## 科多努協議
詞語「非國家主體」在發展合作中被廣泛使用，特別是在科多努協定之下。該協議使用「非國家主體」一詞來指稱參與歐洲聯盟（EU）和非洲、加勒比和太平洋ACP國家發展合作的各種非政府發展行為者，現在已正式承認其參與ACP-EU發展合作（ACP–EU development cooperation）。根據第6條，非國家主體包括：
- 根據國家特點的各種公民社會；

- 經濟和社會伙伴，包括工會組織和；

- 私營部門。

實際上，這意味著所有種類的行為者，例如社區組織、婦女團體、人權協會、非政府組織（NGO）、宗教組織、農民合作社、工會、大學和研究機構、媒體和私營部門都可以參與。

## 外部連結
- 中國危機組織：專門研究全球的危機和武裝衝突，並提出政策建議。

- 一種新的威脅：非國家主體和未來的全球衝突：由國際危機組織（International Crisis Group）編寫的一份報告，探討了非國家主體對全球安全的影響。